# Дроздовы
Дроздовы (Драздовы) — древний русский дворянский род.

## История рода
Служившие митрополиту Наум-Мисюр Иванович (1565), его сыновья Фёдор и Михей-Второй владели вотчинами в Московском уезде (1573), а до того в Костромском уезде. Фёдор Наумович был у митрополита дворецким (1582). Иван Ступин служил в детях боярских по Ржеву (1594—1597).
Иван Дроздов служил сокольником (1696). Григорий Дроздов прапорщик Преображенского полка (1698).